# Костин, Виктор Фёдорович
Виктор Фёдорович Костин (род. 3 марта 1938) — советский хоккеист, защитник.

## Биография
Воспитанник «Динамо» Москва. В составе «Локомотива» Москва играл в молодёжном чемпионат СССР 1957/58 и чемпионате СССР 1958/59. Выступал за МВО Калинин (1958/59 — 1959/60), «ДК Электросталь» / «Электросталь» (1960/61 — 1963/64), «Локомотив» Москва (1964/65), «Энергию» Саратов (1965/66 — 1966/67), «Сатурн» Раменское (1967/68 — 1968/69).